# Gaio Carrina
Gaio Carrina (latino: Caius Carrinas; fl. I secolo a.C.) è stato un militare e politico romano, al tempo del secondo triumvirato.

## Biografia
Nel 45 a.C. fu mandato da Cesare in Spagna a combattere Sesto Pompeo; non avendo ottenuto risultati , fu sostituito da Gaio Asinio Pollione.
Nel 43 a.C., dopo la costituzione del secondo triumvirato, fu nominato console per il resto dell'anno assieme a Publio Ventidio Basso. Due anni più tardi, nel 41 a.C., ottenne da Ottaviano l'amministrazione della Spagna, con il compito di proseguire la guerra contro Bocco II, re dei Mauri.
Nel 36 a.C. fu comandante di tre legioni che dovevano contrastare Sesto Pompeo in Sicilia. 
Nel 31 a.C. fu proconsole in Gallia, dove combatté e sconfisse i Morini ed altre tribù; riuscì a ricacciare, inoltre, gli Svevi oltre il Reno. Per queste imprese nel 29 a.C. gli fu concesso il trionfo.